# Éric Boily
Pour les articles homonymes, voir Boily.
Éric Boily (né le 19 juin 1987) est un coureur cycliste canadien.

## Palmarès
- 2004
  -  Champion du Canada du critérium juniors
  - 4e étape du Tour de l'Abitibi (contre-la-montre)
  - 2e du championnat du Canada du contre-la-montre juniors
  - 3e du championnat du Canada sur route juniors
- 2005
  -  Champion du Canada sur route juniors
  -  Champion du Canada du critérium juniors
  - Prologue, 2e et 4e (contre-la-montre) étapes du Tour de l'Abitibi
  - 2e du Tour de l'Abitibi
- 2007
  - 3e du championnat du Canada sur route espoirs
- 2008
  - 2e étape de la Coupe des nations Ville Saguenay
  - 2e et 3e étapes de la Coupe de la Paix
  - 2e du championnat du Canada sur route espoirs
- 2009
  -  Médaillé d'or de la course en ligne aux Jeux du Canada
  -  Médaillé d'argent du critérium aux Jeux du Canada
- 2010
  - 6ea étape de la Vuelta a la Independencia Nacional
  - Grand Prix de Gatineau

## Classements mondiaux
| Année            | 2007 | 2008 | 2009 | 2010 |
| ---------------- | ---- | ---- | ---- | ---- |
| UCI America Tour | 165e | 143e |      | 181e |